# Impatiens evelinae
Impatiens evelinae är en balsaminväxtart som beskrevs av Simonsson. Impatiens evelinae ingår i släktet balsaminer, och familjen balsaminväxter. Inga underarter finns listade i Catalogue of Life.